# Осмонбетов, Кубат Осмонбетович
Кубат Осмонбетович Осмонбетов (род. 3 марта 1935 года в с. Куртка) — советский и киргизский учёный-геолог, доктор геолого-минералогических наук (1992), профессор (1993), академик Инженерной академии Киргизской Республики (1993), Международной инженерной академии (1999) и Международной академии наук экологии, безопасности человека и природы (1998), дважды лауреат Государственных премий Киргизии в области науки и техники (1980, 1995). Герой Труда Киргизской Республики (2024).

## Биография
Кубат Осмонбетов родился 3 марта 1935 года в селе Куртка (Тогуз-Булак), Ак-Талинский район, Нарынская область, Киргизская ССР, в семье колхозника. В 1942—1952 годах учился в школе сначала в родном селе, затем — в Дюрбельджине (Баетово). В 1952—1953 годах работал учителем средней школы имени Сталина в Ак-Талинском районе.
В 1958 году окончил горно-геологический факультет Фрунзенского политехнического института по специальности «Геология и разведка месторождений полезных ископаемых», получил квалификацию горного инженера-геолога.
В 1956 году работал коллектором партии № 5 Каменской экспедиции (Урановой) I Главка Министерства геологии СССР. В 1958—1959 годах — старший коллектор, а в 1959—1960 годах — младший геолог Атбаш-Алайской партии Управления геологии Киргизской ССР. В 1960—1962 годах был геологом, а в 1962—1965 годах — начальником поискового отряда ртутной тематической партии Управления геологии Киргизской ССР. В 1965—1966 годах работал старшим геологом, а в 1967—1968 годах — начальником Кокджарской поисково-разведочной партии Управления геологии Киргизской ССР.
В 1965—1969 годах проходил курсы заочной аспирантуры в Институте геологии АН Киргизской ССР.
В 1967—1968 годах — секретарь, а в 1968—1971 годах — председатель (член Президиума) Киргизского республиканского комитета профсоюза рабочих геологоразведочных работ. В 1971—1988 годах был председателем Правления Республиканского научно-технического общества, председателем государственной комиссии по первооткрывательству Киргизской ССР, председателем территориальной комиссии по запасам Киргизской ССР.
В 1971—1987 годах — заместитель начальника — главный геолог (член коллегии) Управления геологии Киргизской ССР, первый заместитель председателя научно-технического совета Управления геологии Киргизской ССР.
С 1987 по 1995 год был заместителем начальника — главным геологом Киргизской методической экспедиции геолого-экономических исследований госкомитета по геологии и охране недр Киргизии.
В 1992—1996 годах был начальником научно-экспертного отдела по физико-математическим, техническим и наукам о земле Высшей аттестационной комиссии Киргизии. С 1995 по 1997 год был начальником Киргизской методической экспедиции геолого-экономических исследований Управления геологии Киргизской ССР и Министерства геологии и минеральных ресурсов Киргизии. В 1997—2005 годах — председатель спецсовета по защите докторских и кандидатских диссертаций по геологии, геоэкологии и географии. Член Национальной комиссии по государственному языку Киргизии и Комитета по государственным премиям Киргизии в области науки и техники (2003—2005).
В 2000—2003 годах привлекался Всемирным банком как эксперт по проекту: «Реабилитация ирригационных сооружений и плотин водохранилищ КР».
23 декабря 1996 года был назначен ректором Киргизского горно-металлургического института имени У. Асаналиева, занимал должность до 27 октября 2004 года. С 1997 по 2012 год — научный руководитель Киргизского института минерального сырья (КИМС), постоянный член редколлегии и автор статей Киргизской советской и Киргизской энциклопедий.
В 2010—2012 годах был начальником отдела макроэкономического анализа и прогноза Центра экономической стратегии при министерстве экономического развития и торговли Киргизии. В декабре 2012 года был назначен членом объединённого научного совета при Высей аттестационной комиссии Киргизии. В 2012—2013 годах был общественным советником директора государственной инспекции по экологической и технической безопасности при Правительстве Киргизии.
Опубликовал более 500 научных и популярных статей, 31 монографию и семь учебников, десятки геологических, тектонических и других карт Киргизии и Центральной Азии, а также осуществлял редактирование научных трудов, учебников, монографий. Подготовил пятерых кандидатов наук.
Осмонбетов отмечен рядом государственных и ведомственных наград, среди которых: медаль «За доблестный труд в ознаменование 100-летия со дня рождения В. И. Ленина» (1970), орден «Знак Почёта» (1976), серебряная медаль ВДНХ (1976), нагрудный знак «Первооткрыватель месторождения» (1979), медаль «За заслуги в разведке недр» (1982), медаль «Ветеран труда» (1984). Имеет звания почётного профессора Киргизского горно-металлургического института (2003) и Чуйского университета (2005), почётный гражданин Нарынской области, Ак-Талинского района (2003) и города Бишкек (2006).
Герой Труда («Эмгек Баатыры») Кыргызской Республики (2024 год).

## Работы
- Геология важнейших месторождений касситерит- сульфидной формации и факторы их оценки (в соавторстве). Москва, «Наука», 1979.
- Геологическое строение и закономерности размещения ртутного оруднения Уланского хребта. Фрунзе, «Илим», 1980.
- Металлогения сурьмы Киргизии. Фрунзе, «Илим», 1986.
- Природные ресурсы Нарынской области (в соавторстве). Бишкек, «КСЭ», 1996.
- Геология и металлогения Кыргызстана. Бишкек, 1999.